# Sansanosmilus
Genre
Sansanosmilus est un genre fossile de mammifères carnivores de la famille des Barbourofelidae, originaires d'Europe et d'Asie et qui ont vécu durant environ 2,5 millions d'années (Ma) pendant le Miocène moyen, il y a 13,6 à 11,1 Ma.

## Description
Il avait les jambes courtes, était très musclé et avait une longue queue. Sansanosmilus mesurait 1,5 mètre de long et pesait probablement environ 80 kg. En 1961, le paléontologue L. Ginsburg a conclu que Sansanosmilus possédait une position de marche plantigrade, après avoir étudié les os de son pied et les avoir comparés à ceux du vrai félin Pseudaelurus provenant du même site. Cela diffère de celui des autres Barbourofelidae plus tardifs, qui auraient eu des positions semi-plantigrades ou semi-digitigrades.

## Liste des espèces
Selon Paleobiology Database (7 juin 2025) :
- †Sansanosmilus jourdani (Filhol, 1883)
- †Sansanosmilus palmidens (Blainville, 1841)

## Systématique
Sansanosmilus a été nommé en 1929 par Miklós Kretzoi et a subi plusieurs changements dans sa classification. Il a d'abord été attribué à la sous-famille des Hoplophoneinae par Flynn (d) et Galiano (d) en 1982, plus tard aux Felidae par Carroll en 1988 et enfin aux Barbourofelidae par Morlo (d) et al. en 2004.

### Publication originale
- (de) Miklós Kretzoi, « Materialen zur phylogenetischen Klassification der Aeluroideen », Zoological Record Volume, vol. 66,‎ 1927, p. 1293-1355